# Wenda Nel
Wenda Nel (Sudáfrica, 30 de julio de 1988) es una atleta sudafricana, especialista en la prueba de 400 m vallas, en la que logró ser medallista de bronce africana en 2018

## Carrera deportiva
En el Campeonato Africano de Atletismo de 2018 celebrado en Asaba (Nigeria) ganó la medalla de bronce en los 400 m vallas, con un tiempo de 57.04 segundos, tras la nigeriana Glory Onome Nathaniel (oro con 55.53 segundos) y la marroquí Lamiae Lhabze (plata con 56.66 segundos).